# Rudolf Christiani (jurist)

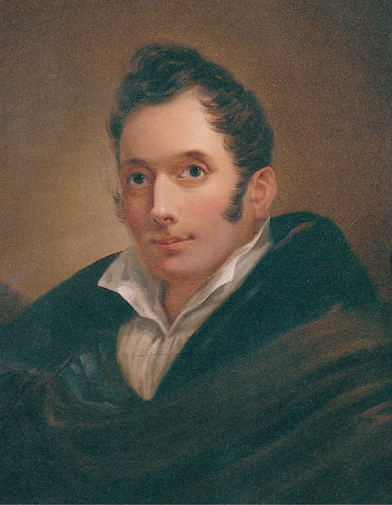
Rudolf Christiani.

Carl Rudolf Ferdinand Christiani, född den 27 januari 1797 i Köpenhamn, död den 21 januari 1858 i Celle, var en tysk jurist och politiker. Han var son till Johann Rudolph Christiani.
År 1818 tog Christiani den juridiska doktorsgraden i Göttingen och bosatte sig som advokat i Lüneburg, där han 1824–1846 var stadssekreterare. Där slöt han en nära vänskap med Heinrich Heine, vars kusin Charlotte Heine han senare äktade. Från 1831 spelade han en framträdande roll i den hannoveranska ständerförsamlingen som extremt liberal med särskild förkärlek för Norges författning och stod i så stark opposition till regeringen, att denna 1841 nekade honom ledighet för att kunna komma till kammaren, och därmed var hans politiska roll i Hannover överspelad. År 1846 kom han till Köpenhamn, där han ställde sin penna til Kristian VIII:s förfogande. Han vistades där i två år, deltog mycket i sällskapslivet, kom också till hovet, men man känner inte till att han uträttade något. År 1848 reste han tillbaka till Hannover.